# Serratula monardii
Serratula monardii é uma espécie de planta com flor pertencente à família Asteraceae. 
A autoridade científica da espécie é Dufour, tendo sido publicada em Annales des Sciences Naturelles (Paris) 23: 155. 1831.

## Portugal
Trata-se de uma espécie presente no território português, nomeadamente os seguintes táxones infraespecíficos:
- Serratula monardii var. abulensis - presente em Portugal Continental. Em termos de naturalidade é endémica da Península Ibérica. Não se encontra protegida por legislação portuguesa ou da Comunidade Europeia.
- Serratula monardii var. algarbiensis - presente em Portugal Continental. Em termos de naturalidade é endémica da região atrás referida. Não se encontra protegida por legislação portuguesa ou da Comunidade Europeia.
- Serratula monardii var. monardii - presente em Portugal Continental. Em termos de naturalidade é endémica da Península Ibérica. Não se encontra protegida por legislação portuguesa ou da Comunidade Europeia.